# Mortierella turficola
Mortierella turficola är en svampart som beskrevs av Y. Ling 1930. Mortierella turficola ingår i släktet Mortierella och familjen Mortierellaceae.   Inga underarter finns listade i Catalogue of Life.